# Guarda-Mor
Guarda-Mor est une municipalité brésilienne de l'État du Minas Gerais et la microrégion de Paracatu.